# Espanha 10–0 Taiti (2013)
Espanha 10–0 Taiti foi uma partida oficial realizada em função da Copa das Confederações FIFA de 2013, realizada no Brasil. A partida, disputada no Estádio do Maracanã, foi a maior goleada da história da Copa das Confederações até aquele momento.

## O jogo
| 20 de junho | Espanha                                                                          | 10 – 0    | Taiti | Estádio do Maracanã, Rio de Janeiro          |
| 16:00       | Torres 5', 33', 57', 78' · David Silva 31', 89' · Villa 39', 49', 64' · Mata 66' | Relatório |       | Público: 71 806 Árbitro: ALG Djamel Haimoudi |

| Espanha | Taiti |

| ESPANHA:           |    |                   |         |
|                    |    |                   |         |
| GR                 | 23 | Pepe Reina        |         |
| LD                 | 5  | César Azpilicueta |         |
| ZG                 | 15 | Sergio Ramos      | 46'     |
| ZG                 | 2  | Raúl Albiol       |         |
| LD                 | 19 | Nacho Monreal     |         |
| RM                 | 20 | Santi Cazorla     | 45' 76' |
| MC                 | 4  | Javi Martínez     |         |
| LM                 | 21 | David Silva       |         |
| RF                 | 13 | Juan Mata         | 69'     |
| CA                 | 9  | Fernando Torres   |         |
| LF                 | 7  | David Villa       |         |
| Substituições:     |    |                   |         |
| MC                 | 22 | Jesús Navas       | 46'     |
| MC                 | 10 | Cesc Fàbregas     | 69'     |
| MC                 | 6  | Andrés Iniesta    | 76'     |
| Treinador:         |    |                   |         |
| Vicente del Bosque |    |                   |         |

| TAITI:         |    |                     |     |
|                |    |                     |     |
| GR             | 1  | Mickaël Roche       |     |
| LD             | 16 | Ricky Aitamai       |     |
| ZG             | 4  | Teheivarii Ludivion |     |
| ZG             | 10 | Nicolas Vallar      |     |
| ZG             | 17 | Jonathan Tehau      |     |
| LD             | 12 | Edson Lemaire       | 74' |
| MC             | 7  | Heimano Bourebare   | 69' |
| MC             | 6  | Henri Caroine       |     |
| RW             | 3  | Marama Vahirua      |     |
| LW             | 13 | Steevy Chong Hue    |     |
| CA             | 2  | Alvin Tehau         | 53' |
| Substituições: |    |                     |     |
| AT             | 9  | Teaonui Tehau       | 53' |
| MC             | 15 | Lorenzo Tehau       | 69' |
| DF             | 20 | Yannick Vero        | 74' |
| Treinador:     |    |                     |     |
| Eddy Etaeta    |    |                     |     |

| Homem do Jogo: Fernando Torres (Espanha) Bandeirinhas: Redouane Achik Abdelhak Etchiali Quarto árbitro: Felix Brych Quinto árbitro: Stefan Lupp |

## Recordes
Esse jogo possui o recorde de maior margem de gols em uma vitória numa competição maior organizada pela FIFA. O recorde anterior era nove gols e havia ocorrido três vezes: a primeira foi na Copa do Mundo FIFA de 1954, quando a Hungria derrotou a Coreia do Sul por 9 a 0, a segunda vez foi na Copa do Mundo FIFA de 1974, quando a Iugoslávia derrotou a República Democrática do Congo por 9 a 0 e a terceira e última vez foi na Copa do Mundo FIFA de 1982, onde a Hungria venceu El Salvador por 10 a 1.